# Valerio
Valerio ist ein männlicher Vorname und Familienname.

## Herkunft und Bedeutung
Er entstammt dem römischen Familiennamen Valerius, der seinerseits vom lateinischen valere („gesund“, „stark“) abgeleitet ist.
Valerio ist ein relativ häufiger Vorname in Italien, während sein Vorkommen im spanischen und kroatischen Sprachraum (hier Valerijo) eher selten ist. Die portugiesische Form des Namens ist Valério, die rumänische lautet Valeriu.

## Namensträger

### Vorname
- Valerio Abbondio (1891–1958), Schweizer Lehrer und Dichter
- Valerio Adami (* 1935), italienischer Maler
- Valerio Agnoli (* 1985), italienischer Radrennfahrer
- Valerio Bacigalupo (1924–1949), italienischer Fußballspieler
- Valerio Belli (~1468–1546), italienischer Gemmenschneider
- Junio Valerio Borghese (1906–1974), italienischer Marineoffizier und Politiker
- Valerio Castello (1624–1659), italienischer Maler (Genua)
- Valerio Checchi (* 1980), italienischer Skilangläufer
- Valerio Dorico (* um 1500; † vermutlich 1565), italienischer Buchdrucker und Typograf
- Valerio Evangelisti (1952–2022), italienischer Schriftsteller
- Valerio Fiori (* 1969), italienischer Fußballspieler
- Valerio Held (* 1958), italienischer Comiczeichner
- Valerio Jalongo (* 1960), italienischer Filmregisseur und Drehbuchautor
- Valerio Leccardi (* 1984), Schweizer Skilangläufer
- Valerio Massimo Manfredi (* 1943), italienischer Schriftsteller
- Valerio Mascellino (* 1979), italienischer Hardstyle DJ und Musikproduzent Tatanka
- Valerio Moser (* 1988), Schweizer Slam-Poet, Kabarettist und Spokenword-Poet
- Valerio Olgiati (* 1958), Schweizer Architekt
- Valerio Perentin (1909–1998), italienischer Ruderer und Olympiasieger (1928)
- Valerio Lorenzo Rosseti (* 1994), italienischer Fußballspieler
- Valerio Scanu (* 1990), italienischer Pop-Sänger
- Valerio Valeri (1883–1963), italienischer Kurienkardinal
- Valerio Varesi (* 1959), italienischer Journalist und Krimi-Schriftsteller
- Valerio Verre (* 1994), italienischer Fußballspieler
- Valerio Villareale (1773–1854), italienischer Bildhauer
- Valerio Virga (* 1986), italienischer Fußballspieler
- Valerio Zanone (1936–2016), italienischer Politiker der Partito Liberale Italiano (PLI)
- Valerio Zurlini (1926–1982), italienischer Filmregisseur und Drehbuchautor

### Familienname
- Alberto Valerio (* 1985), brasilianischer Automobilrennfahrer
- Alessandro Valerio (1881–1955), italienischer Reiter
- Alfonso Valerio (1852–1942), italienischer Jurist und Politiker
- Bruno Galli-Valerio (1867–1943), italienischer Mikrobiologe und Hochschullehrer
- Edvaldo Valério (* 1978), brasilianischer Schwimmer
- Federico Valerio Escobedo (* 1962), mexikanischer Fußballtorhüter
- Luca Valerio (1553–1618), italienischer Mathematiker
- Manuel Valerio (Basketballspieler) (* 1943), peruanischer Basketballspieler
- Manuel Valerio (Schriftsteller) (1918–1978), dominikanischer Schriftsteller
- María Antonia González Valerio (* 1977), mexikanische Philosophin
- Melanie Valerio (* 1969), US-amerikanische Schwimmerin
- Octávio Neto Valério (1930–2019), portugiesischer Diplomat
- Oswaldo Enrique Araque Valerio (* 1964), venezolanischer römisch-katholischer Geistlicher, Bischof von Guanare
- Pedro Licinio Valerio (1920–2005), dominikanischer Sänger und Gitarrist
- Richard Willian de Souza Valério (* 2001), brasilianischer Fußballspieler
- Rui Manuel Sousa Valério (* 1964), portugiesischer Ordensgeistlicher, Patriarch von Lissabon
- Simeon O. Valerio (1918–2003), philippinischer Geistlicher, Apostolischer Vikar von Calapan

## Weiteres
- Eine Gestalt in dem Lustspiel Leonce und Lena von Georg Büchner heißt Valerio.